# 何氏九仙

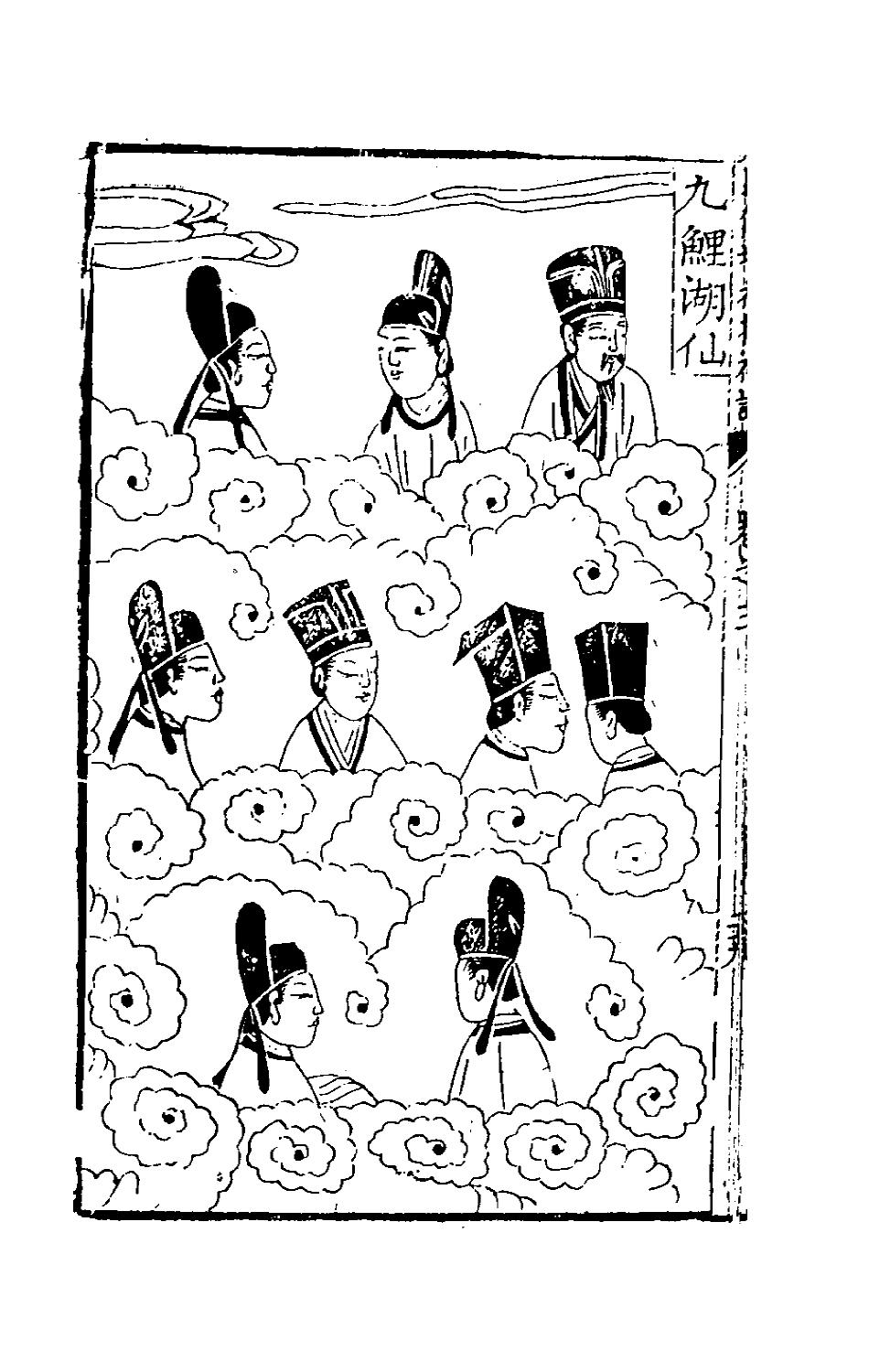
何氏九仙

何氏九仙又稱九仙君、九仙公、仙師祖、九府仙師、九鯉仙師，是福建民间信仰之一，台灣、東南亞也有不少信眾。相传汉武帝时，临川何氏九兄弟在福州于山上炼丹修仙，并跨鲤魚于清源縣九鯉湖升天成仙，此傳說也是仙遊縣名稱之由來。

## 生平
相傳羿射日後，九日落入人間化為何氏九仙。何氏九仙其父為閩郡太守何侯，某年九九重陽之日，閩地百姓見滿天霞光中幻出一朵金蓮，分化九日，齊往福州于山所處飛去（故于山又稱九日山）。時何夫人正于後堂小憩，恍惚入夢，夢中所見竟與天象一致，但見九日直往她奔來，張口驚呼，卻見那九道金光，齊入何夫人口中。多年未曾得子的何夫人隨即受孕，先後誕下九子，分別取名應天、厚福、宏仁、廣富、濟世、體道、通神、顯聖、定慧，九子中除了長子額頭正中豎長一目之外，其餘者皆目盲。九兄弟在世三十三年，忽然辭別父母。何太守夫婦恐其九人只有一隻眼睛，不得放心，九人即引父母到閩江邊，各取閩江龍津之水擦拭雙目，頓然目開眼明，隨即在興化湖跨鲤魚升天而去。從此興化湖遂改為九鯉湖。
傳說九仙飛升之後，至福清縣石竹山再行潛修，以託夢點化世人，故石竹山道院成為著名的祈夢道場，台灣供奉的九仙君也多半從此分靈。
唐玄宗天寶年間因九仙傳說而將九仙升天之地清源縣改名仙遊縣。

### 另說
臺北市中山區九府仙師普惠堂則流傳稍有不同的版本。該廟主事張氏家族認為九府仙師是何姓「一祖仙師」為首的九名異性結義兄弟，一同於石竹山修行，後於九鯉湖得道升天。

## 執掌
臺北普惠堂張維安先生指出每位仙師皆有其專長，如「一祖仙師」文武全才，「二祖仙師」保佑信眾健康，「八祖仙師」則能庇佑讀書功名之事。

## 相關神祇

### 從神
- 范侯公－傳說為九仙之母舅，負有接收信眾禱詞並報告九仙之責。

- 相傳馬祖北竿龍角峰廟中有一位神明是「九祖仙師」的舅舅，每年農曆一月廿九日當天九仙會來拜訪舅舅，此日信眾可在該廟中進行「祈夢」儀式。[2][3]

- 臺北普惠堂以康趙二元帥、蘇喬二大將為仙師之從神。[1]

## 信仰及奉祀寺廟
臺北市內奉祀九仙的宮廟皆以農曆九月十二日為其共同聖誕，泰山天招堂以農曆四月十五日為七仙公聖誕，板橋九鯉湖仙公祖則會為每位仙公分別慶祝聖誕，表列如下。
| 神稱      | 大仙公 應天公 | 二仙公 厚福公 | 三仙公 宏仁公 | 四仙公 廣福公 | 五仙公 濟世公 | 六仙公 休道公 | 七仙公 通神公 | 八仙公 顯聖公 | 九仙公 足慧公 |
| --------- | ------------- | ------------- | ------------- | ------------- | ------------- | ------------- | ------------- | ------------- | ------------- |
| 農曆 聖誕 | 九月 九日     | 四月 三十日   | 五月 二日     | 四月 十一日   | 三月 十五日   | 二月 二日     | 十一月 十二日 | 十月 十二日   | 正月 三日     |

### 中國福建
- 莆田市仙遊縣鐘山鎮九鯉湖九真觀（又名顯靈廟、九仙祠）
- 莆田市仙遊縣龍華鎮鐘石山仙門寺
- 莆田市城廂區東海鎮石梯建福寺（陪祀）
- 福州市鼓樓區安泰街道于山九仙觀
- 福州市福清市宏路鎮石竹山道院（又名石竹寺）
- 泉州市洛江區馬甲鎮仙公山豐山洞（又名雙髻山寺、仙公寺）
- 泉州市泉港區涂嶺鎮筆架山筆架寺（又名筆架山仙公寺、筆架二仙祖寺）
- 龍岩市永定區仙洞山九鯉仙師廟
- 南靖縣金山鎮鵝仙洞九鯉飛真寺－九鯉湖分靈
- 漳州市平和縣秀峰鄉秀峰村老林寺（陪祀）

### 台灣
- 臺北市中山區九府仙師普惠堂－清同治年間由張和尚先生奉請，與劉銘傳一同來台，民國六十五年（1976年）重建。[6]:2-49

　　地址：臺北市中山區民權西路70巷49號

　　電話：02-2542-6811
- 臺北市中山區九府仙師廟－張和尚先生奉請來台，民國五十一年（1962年）建廟[6]:2-67

　　地址：臺北市中山區民權西路70巷31、33號

　　電話：02-2531-7349
- 臺北市中山區九龍堂－創始於民國五十二年（1963年）[7]

　　地址：臺北市中山區天祥路33巷24號1樓

　　電話：02-2581-5987
- 臺北市中山區九府仙師法禪堂－創始於民國五十六年（1967年）[7]

　　地址：臺北市中山區天祥路60巷4號1樓

　　電話：02-2561-7348
- 臺北市大同區三聖堂（陪祀）

　　地址：臺北市大同區承德路二段139巷9號1樓

　　電話：02-2553-3987
- 臺北市士林區共和宮（陪祀）[6]:2-157

　　地址：臺北市士林區社子街117號

　　電話：02-2812-4828
- 新北市板橋區九鯉湖仙公祖–清雍正時期由林成祖迎請來台[5]

　　地址：新北市板橋區國光路一九七巷二、四號

　　電話：02-2257-0876
- 新北市泰山區天招堂－主祀九鯉湖七仙公祖

　　地址：新北市泰山區明志路三段351巷22號

　　電話：02-2901-2553
- 桃園市復興區上祖宮－傳承自張和尚先生之後代張文清先生，由黃劉添老師創設

　　地址：桃園市復興區大窩路21號

### 馬來西亞
- 檳城四條路仙祖壇－分靈自泉州惠安